# Colpo fatale
Colpo fatale  è un film hongkonghese del 1974 diretto da Lung Chien, uscito in Italia nel 1977.

## Trama
Un giovane vuole scoprire chi ha ucciso il suo amico Bruce Lee. Ma non riesce a mettere in atto la sua vendetta perché un poliziotto continua a mettergli il bastone fra le ruote. 
Improvvisamente, entrambi si rendono conto che vogliono vendicare Bruce Lee e cercano di sconfiggere un signore della droga utilizzando l'unica vera arma loro disponibile: il Kung Fu.